# Pierre Bürcher
Pierre Bürcher (Fiesch/Wallis, 20 december 1945) is een Zwitsers bisschop van het bisdom Reykjavik in IJsland.
Bürcher was van 1994 tot 2007 hulpbisschop van Lausanne, Genève en Fribourg, titulair bisschop van Maximiliana in Byzacena en vicaris-generaal van het bisdom. Op 30 november 2007 werd hij benoemd tot bisschop van Reykjavik in IJsland en volgde daarmee de Nederlander Joannes Gijsen op. Zijn bisschoppelijk motto is Le Christ notre Paix ('Christus onze Vrede'). Hij bleef dit tot 2015 en werd toen opgevolgd door de Slowaak David Tencer OFM Cap.

## Biografie
Pierre Bürcher behaalde aan de Universiteit van Fribourg zijn licentiaat in theologie, hij promoveerde aan de IFEC te Parijs. Op 27 maart 1971 werd hij in Genève tot priester gewijd. Hij was vicaris voor het kanton Waadt en resideerde in die tijd te Lausanne. Op 3 februari 1994 werd hij door paus Johannes Paulus II tot hulpbisschop benoemd, zijn wijding vond te Fribourg plaats op 12 maart 1994 door bisschop Pierre Marnie.
In het diocees Lausanne, Genève en Fribourg was hij president van de commissie 'Avenir des Communautés religieuses' (Toekomst der religieuze gemeenschappen). In augustus 2001 werd Bürcher door de Heilige Stoel benoemd tot voorzitter van Catholica Unio. Deze werkgroep - die sinds 19 september 1924 bestaat - stelt zich tot doel banden aan te gaan met de kerken van het Oosten om de eenheid der kerk te bevorderen. Op 14 juni 2004 werd hij door paus Johannes Paulus II benoemd tot lid van de Congregatie voor de Oosterse Kerken.
Op 30 oktober 2007 benoemde paus Benedictus XVI Bürcher tot bisschop van het diocees Reykjavik. Op 15 december 2007 nam Mgr. Bürcher de zetel van de kathedraal in Reykjavik (de Basilíka Krists konungs of Landakotskirkja) officieel in bezit.
- Gemeinsame Normdatei: 1206370971
- Library of Congress Control Number: no2016093202
- Virtual International Authority File: 20147121769526392535
- WorldCat: E39PBJyCHkmQ8TdgHVHpfbymVC